# Spółgłoska półotwarta z retrofleksją dźwięczna
Spółgłoska półotwarta z retrofleksją – rodzaj dźwięku spółgłoskowego. W systemie IPA oznaczana jest symbolem [ɻ], a w X-SAMPA - [r\`].

## Artykulacja
- powietrze jest wydychane z płuc – jest to spółgłoska płucna egresywna
- podniebienie miękkie i języczek blokują wejście do nosa – jest to spółgłoska ustna.
- czubek języka dotyka podniebienia twardego – jest to spółgłoska z retrofleksją
- odległość między językiem a podniebieniem nie jest na tyle mała, by wywołać turbulentny przepływ powietrza – jest to spółgłoska półotwarta.
- powietrze przepływa nad środkową częścią języka – jest to spółgłoska środkowa
- więzadła głosowe drżą – jest to spółgłoska dźwięczna.

### Terminologia
Spółgłoska z retrofleksją to inaczej spółgłoska szczytowa lub cerebralna.

## Przykłady
- w amerykańskiej odmianie języka angielskiego: are [ɑɻ], "są"
- w języku mandaryńskim: èr [ɤɻ˥˩], "dwa"
- w języku tamilskim: வழி [ʋɐɻi], "droga"